# Alej prince Philipa
Alej prince Philipa je stromořadí sta lip mezi Vestcem a Kunraticemi v okrese Praha-západ. Vede podél rekreační stezky severně od obce Vestec směrem na Kunratice.
Alej začíná na rozcestí na konci ulice K Jahodárně poblíž čistírny odpadních vod, odtud stezka lemovaná alejí kopíruje zhruba tok Olšanského potoka severním směrem, kde alej končí již na území Kunratic ještě před první zástavbou. Zde se cesta stáčí doleva ke Kunratické spojce.
Alej má délku přibližně 850 metrů a klesá o necelých 15 výškových metrů. Po stejné trase je vedena také naučná Planetární stezka Vestec, turistická Cyrilometodějská stezka i cykloturistická stezka A202.

## Historie

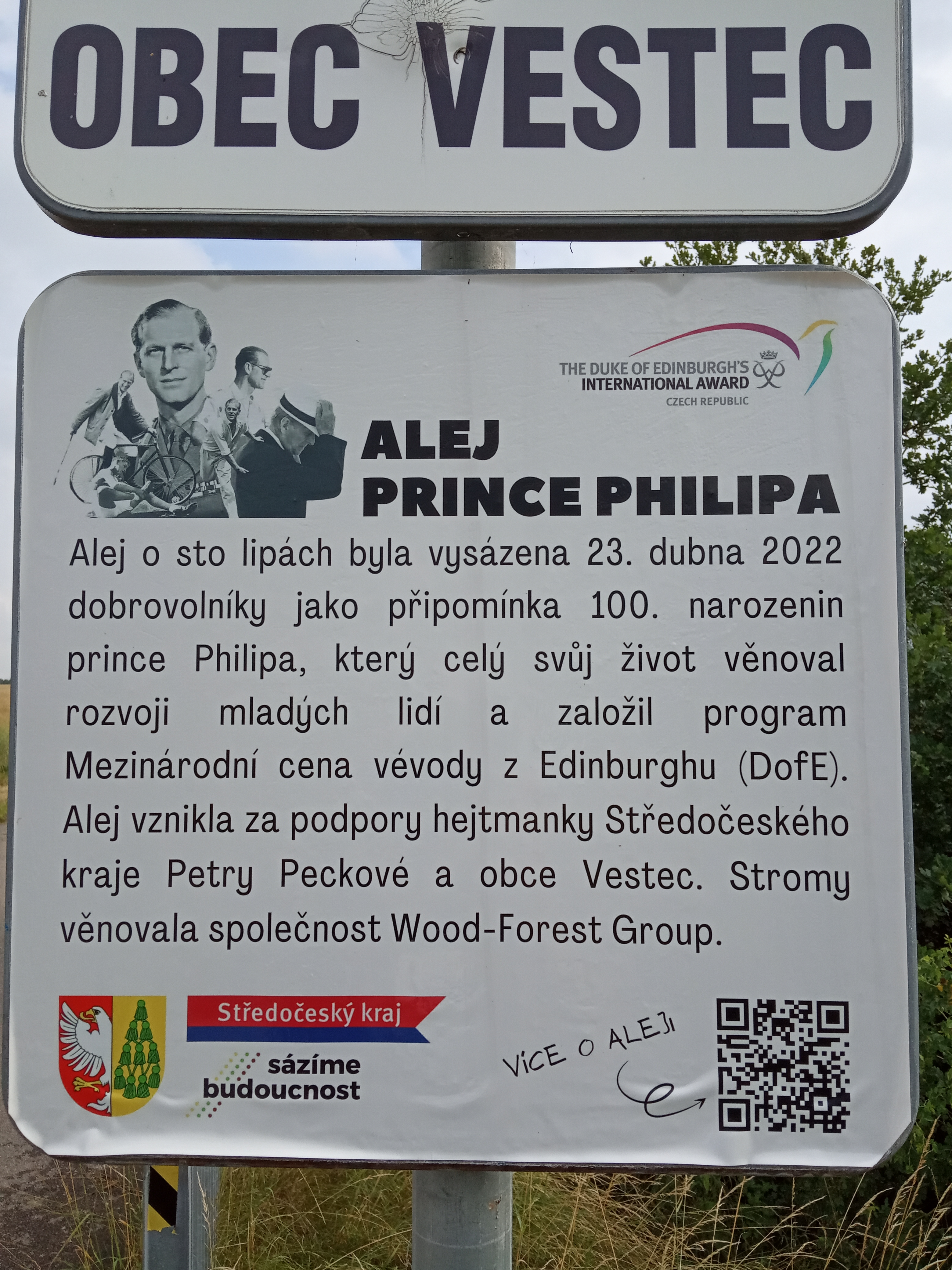
Tabule označující alej

Alej byla vysázena v sobotu 23. dubna 2022 u příležitosti Dne Země a na počest 100. výročí narození manžela britské královny prince Philipa, který zesnul předchozího roku. Na vzniku aleje se podílela iniciativa Sázíme budoucnost, obec Vestec, Středočeský kraj a české zastoupení Mezinárodní ceny vévody z Edinburghu (DofE). Výsadba proběhla za účasti středočeské hejtmanky Petry Peckové (STAN), krajského radního pro vzdělávání a sport Milana Váchy (STAN), starosty Vestce Tibora Švece (STAN) a dalších asi 360 zaměstnanců DofE, dobrovolníků a podporovatelů.
Dne 24. května 2023 alej navštívil syn prince Philipa princ Edward a zasadil do ní poslední strom, opět za účasti hejtmanky.